# Bruce Cohen

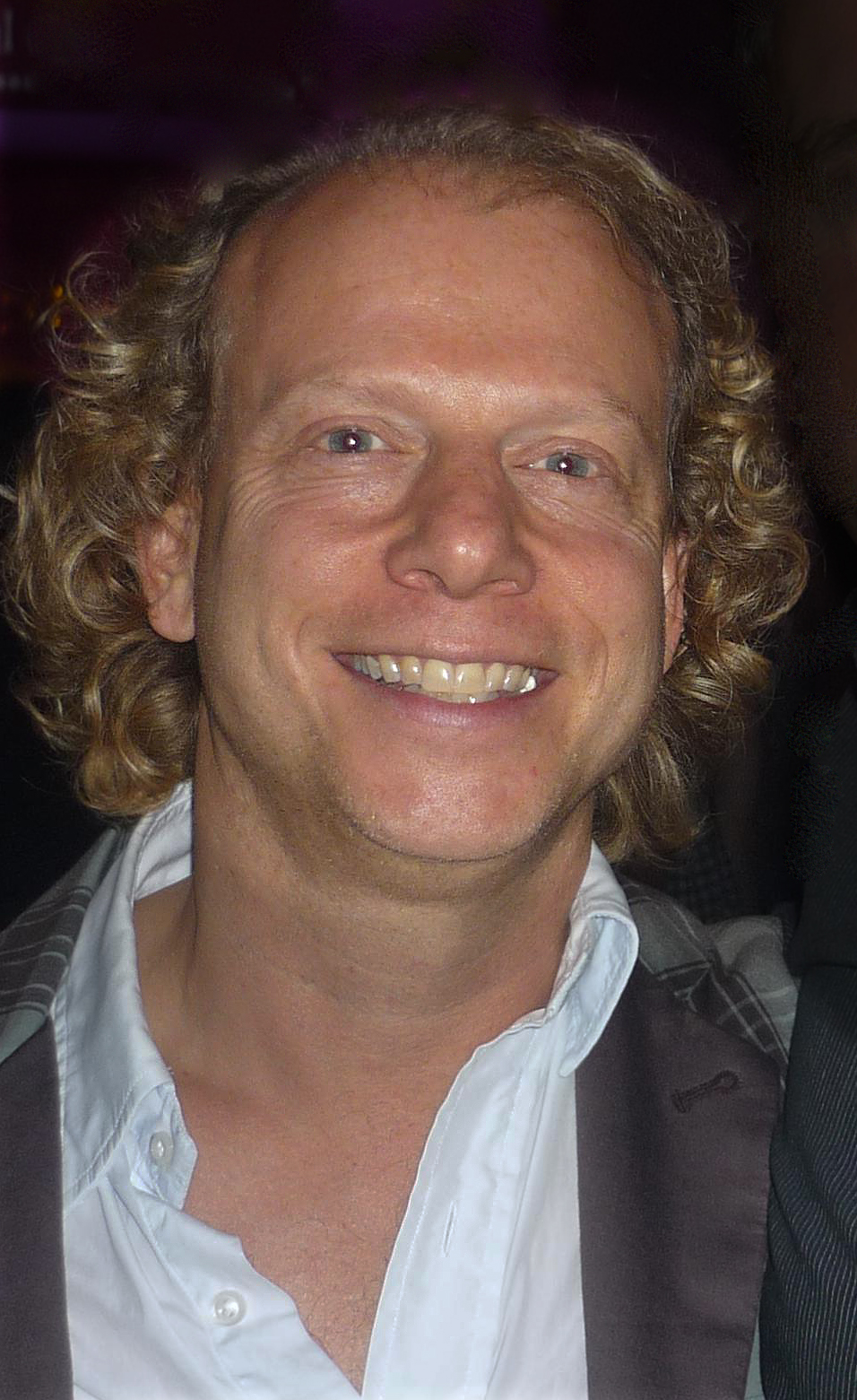
Bruce Cohen

Bruce Lewis Cohen (* 23. September 1961 in Falls Church, Virginia) ist ein amerikanischer Filmregisseur und Filmproduzent.

## Leben
Nach seiner Schulzeit begann Cohen in der Filmbranche tätig zu werden. Gemeinsam mit Dan Jinks gründete er das Filmproduktionsunternehmen The Jinks/Cohen Company. Jinks und Cohen produzierten den Film American Beauty, der bei der Oscarverleihung 2000 gewann. Des Weiteren produzierte Cohen die Filme Die Vergessenen, Big Fish, To Wong Foo, thanks for Everything, Julie Newmar und Milk, der als zweiter Film von Cohen für den Oscar nominiert wurde. Seit Mai 2005 ist Cohen als Blogger für The Huffington Post tätig.
Cohen heiratete am 30. Juni 2008 seinen langjährigen Lebensgefährten Gabriel Catone in Los Angeles.
2024 erhielt Cohen die National Medal of Arts (für 2023).

## Filmografie (Auswahl)
- 1994: Flintstones – Die Familie Feuerstein (The Flintstones)
- 1995: To Wong Foo, thanks for Everything, Julie Newmar
- 1997: Mäusejagd (Mousehunt)
- 1999: American Beauty
- 2000: Die Flintstones in Viva Rock Vegas (The Flintstones in Viva Rock Vegas)
- 2003: Down with Love – Zum Teufel mit der Liebe! (Down with Love)
- 2003: Big Fish
- 2004: Die Vergessenen (The Forgotten)
- 2007: The Nines – Dein Leben ist nur ein Spiel (The Nines)
- 2008: Milk
- 2012: Silver Linings (Silver Linings Playbook)
- 2017: When We Rise (Fernsehserie)
- 2023: Rustin
- 2024: The Great Lillian Hall
- 2024: Blink Twice